# Obiadek z Magdusią
Obiadek z Magdusią – jednoaktowa komedioopera Ludwika Adama Dmuszewskiego wystawiona w Teatrze Narodowym w Warszawie 9 maja 1817.

## Pierwowzór
Utwór stanowi swobodny przekład francuskiej sztuki pt. Le dîner de Madelon ou le bourgeois du Marais (autor: M. A. Desaugiers).

## Treść
Cyprian Powała, wdowiec w średnim wieku zamierza świętować swoje imieniny w towarzystwie dawno nie widzianego sąsiada, Jana. Nie podoba się to Magdusi - służącej Cypriana, zadurzonej w swoim chlebodawcy. Magdusia umyśliła sobie, że jej pan spędzi dzień imienin tylko z nią. Aby to osiągnąć, wmawia Janowi, że Cyprian po śmierci żony wpadł w szaleństwo i zawsze, gdy napije się wina, obcina uszy swym gościom. Utwór reprezentuje nurt obyczajowy w twórczości Ludwika Adama Dmuszewskiego. Jest to jedna z najwcześniejszych polskich sztuk osadzonych w środowisku rzemieślniczym: Cyprian jest drwalem, zaś Jan - młynarzem.